# Ilse Frapan

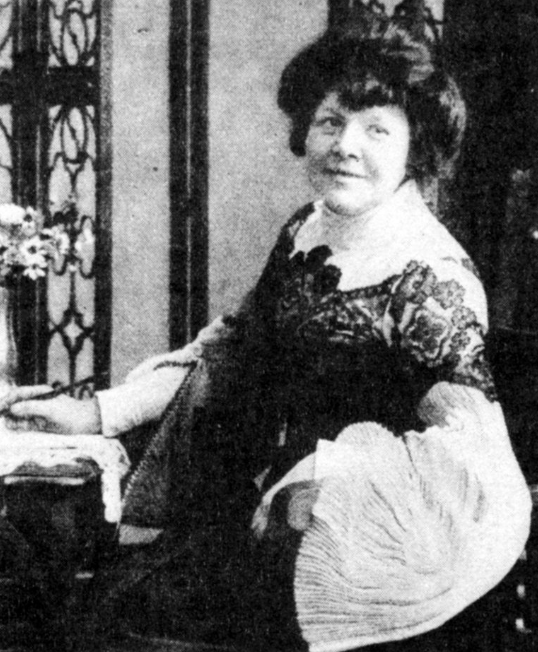
Ilse Frapan (1849–1908)

Ilse Frapan, eigentlich Elise Therese Levien, ab 1901 Ilse Frapan-Akunian, (* 3. Februar 1849 in Hamburg; † 2. Dezember 1908 in Genf, Schweiz) war eine deutsche Schriftstellerin, zu ihrer Zeit vor allem als Autorin von zahlreichen Bänden „Hamburger Novellen“ bekannt. Sie schrieb aber auch Erzählungen, einen Roman und ein Drama zur zeitgenössischen Frauenfrage. Die von ihr bevorzugten Figuren sind lebenslustige, starke Menschen und befinden sich nur selten in der Opferrolle. Ihr Pseudonym war Ilse Frapan.
„Wer sich nicht empört gegen die

Brutalität seiner Zeit, der ist an der

Brutalität seiner Zeit mitschuldig.”

                                Ilse Frapan

## Leben
Ilse Levien wurde als Tochter des lutherischen Instrumentenmachers Carl Heinrich Eduard Levien und seiner Frau Maria Therese Antoinette, geb. Gentzsch in Hamburg geboren. Der Name „Levien“ ist niederdeutscher Herkunft. Sie wuchs in der multikulturellen Neustadt Hamburgs auf. Nach einer Ausbildung zur Lehrerin war Ilse Frapan von 1869 bis 1878 als Lehrerin an der Hamburger „Schule des Paulsenstifts“ tätig, einer Mädchenschule, die einerseits in der Tradition der jüdischen Freischulbewegung stand und sich durch soziale und religiöse Koedukation mit Ethikunterricht auszeichnete, und andererseits in der Nachfolge Friedrich Fröbels, dessen Erziehungsziel in „freien, denkenden, selbsttätigen Menschen“ bestand. Des Lehrberufs überdrüssig, und von Theodor Storm zum Schreiben ermutigt, ging sie im Herbst 1883 zusammen mit ihrer Freundin, der aus Žagarė Russland (heute: Litauen) stammenden Malerin Emma Mandelbaum (1855–1908) nach Stuttgart, wo sie Literaturvorlesungen bei Friedrich Theodor Vischer am Stuttgarter Polytechnikum hörte. Nach dem Tod Vischers, dem sie freundschaftlich verbunden gewesen war, zog sie 1887 nach München. Dort kam sie in den engeren Kreis um Paul Heyse und hatte Kontakt zu Julius Rodenberg, in dessen Zeitschrift die Deutsche Rundschau sie vielfach Novellen publizierte.
Im Jahr 1890 ging sie zurück nach Hamburg, 1892 dann nach Zürich. Hier studierte sie an der Universität Zürich vom Wintersemester 1892/93 bis Juni 1897 Botanik und Zoologie. 1893 gründete sie zusammen mit fünf anderen Frauen unter dem Vorsitz von Emilie Kempin-Spyri den Zürcher „Frauenrechtsschutzverein“, der zusammen mit dem Martha-Verein (Zürcher Gruppe der „Freundinnen junger Mädchen“) auch gegen den internationalen Frauenhandel kämpfte. Außerdem wirkte sie im Zürcher „Frauenbildungsverein“ und in der 1896 gegründeten „Union für Frauenbestrebungen“ (später: „Frauenstimmrechtsverein Zürich“) mit. 1899 erwirkte sie die Gründung der „Zürcher Kinderschutzvereinigung“. Im deutschen Arbeiterverein „Eintracht“ knüpfte sie Beziehungen zu Sozialisten wie Robert Seidel und Fritz Brupbacher. Als Mitglied der „Schweizerischen Gesellschaft für Ethische Kultur“, gegründet 1896 von Friedrich Wilhelm Foerster, setzte sie sich für Menschenwürde ein, überzeugt von der sittlichen Freiheit des Menschen. Mit Emma Mandelbaum übersetzte sie Lew Tolstois „Auferstehung“ (1899) und bekannte sich als Tolstojanerin zu dessen christlichem Anarchismus: zu Vergebung, Versöhnung und Gewaltfreiheit, auch zu Wehrdienstverweigerung. Als Friedensaktivistin versuchte sie, Frauen gegen die Verbrechen des deutschen Militärs während des Boxeraufstandes zu mobilisieren. Im Jahr 1898 lernte sie den Armenier Hovannessian Akunian (russisch: Iwan Akunoff, 1869–1947, chemotechnischer Ingenieur aus Schemacha) kennen, der das Vorbild für die Figur des Hovannessian in ihrem Roman Arbeit (1903) war. Mit Akunian/Akunoff und Emma Mandelbaum zog sie 1901 in eine Art Landkommune in das damals kleine Dorf Onex bei Genf in unmittelbarer Nachbarschaft und engem Kontakt zu dem Tolstoi-Biographen Pawel Birjukow. Seit dieser Zeit benutzte sie das Pseudonym „Ilse Frapan-Akunian“. Von dort aus setzte sie sich auch für die Unabhängigkeitsbewegung der Armenier ein. Ab 1903 wurde sie als „Ehrenvorsitzende der Monistischen Gesellschaft in Hamburg“, Feministin, Friedensaktivistin und Antiimperialistin von der Politischen Polizei Hamburgs bespitzelt. Bis 1909 entstand eine umfangreiche Akte über sie. Sie war in Hamburg zur Persona non grata geworden. Unheilbar an Magenkrebs erkrankt, ließ Ilse Frapan sich 1908 von ihrer Freundin Emma Mandelbaum erschießen, die nach der Tat gleichfalls aus dem Leben schied. Beide wurden am 5. Dezember 1908 auf dem Genfer Friedhof Saint-Georges beigesetzt.

## Werk
Frapan war primär Novellistin. Von Theodor Storm und Friedrich Theodor Vischer beeinflusst, stellte Frapan, dem poetischen Realismus entsprechend, in ihrem Frühwerk bis Mitte der 1890er Jahre Individualität, Humanität sowie Schuld- und Tragikfähigkeit der Menschen dar – allerdings bei den Unterschichten, insbesondere in denen Hamburgs. So verfasste sie Hamburger Heimatdichtung, allerdings ohne Verklärungstendenz. Frapan beschrieb die Möglichkeit des Menschlichen selbst unter menschenunwürdigen Bedingungen des Großstadtmilieus, auf das sie mit Humor blickte. Darin besteht das Spezifische ihrer Novellistik, und damit wurde sie in Deutschland um 1900 einem Millionenpublikum bekannt. Seit Ende der 1890er Jahre verschärfte sich Frapans literarische Aussage und sie schrieb engagierte Literatur. Bereits durch die Titel ihrer Novellenbände, wie Wehrlose oder Schreie, wird das deutlich.
- 1898 kam ihre Erzählung Wir Frauen haben kein Vaterland heraus. In ihr wirft sie nicht nur ihrer Vaterstadt Hamburg vor, Frauen keine Stipendien für ein Studium bereitzustellen, sondern stellt auch die Doppelmoral von bürgerlicher Familie, staatstragender Kirche sowie die materialistische, male-chauvinistische Einstellung von Juristen und Rassisten bloß.
- Frapans einziges Kinderbuch Hamburger Bilder für Hamburger Kinder (1899) waren als Schulbuchtexte konzipiert. Sie sind die erste Sammlung von deutschen Großstadttexten für Kinder. Frapan lässt aus der Ich-Perspektive meist namenlose und deshalb geschlechtsneutrale Kinder mit einer Art Kamerablick auf Hamburg schauen, dort selbstständig Beobachtungen anstellen und das Gesehene und Erlebte reflektieren, sodass ein eigenständiger Lernprozess demonstriert wird. Andreas Graf bezeichnet das Buch als „Meilenstein in der Entwicklung der Kinderliteratur“.[13]
- Ihr Roman Arbeit löste einen Protest Zürcher Ärzte aus, weil sie darin kapitalistische Strukturen des Zürcher Uniklinikums angriff, wodurch die Ärzteschaft ihr Fachgebiet von Frapan zu Unrecht für Missstände an den Pranger gestellt sah. Stellvertretend für die Klinikärzte publizierte der Zürcher Chirurg Rudolf Ulrich Krönlein eine Stellungnahme dazu in der NZZ unter dem Titel Ein Wort zur Abwehr auf der Titelseite der am 23. Mai 1903 erschienenen Zeitung. Auch der Zürcher Tages-Anzeiger berichtete über die Protestversammlung an der medizinischen Fakultät,[14] ebenso die Hochschulnachrichten Nr. 9/Heft 153 (München 1903). Diesen kapitalistischen Strukturen, die Frapan in ihrem Roman auch bei Justiz und Kirche aufzeigt, setzt sie als christliche, gewaltfreie Anarchistin das Prinzip der Liebe mit Verweis auf die Bibelstelle 1. Korinther 13 entgegen.
- Ihr zweites Drama Die Retter der Moral (1905), in dem maskierte Frauen die Machenschaften der Sittenpolizei rächen, wurde nach zwei Aufführungen im Ernst-Drucker-Theater in Hamburg sofort abgesetzt.

Frapans Nichte Sita Staub, geb. Levien, war die Frau von Ferdinand Hardekopf.

## Ehrungen
Seit 1965 gibt es im Hamburger Stadtteil Iserbrook den Frapanweg.

## Werke

### Märchen, Erzählungen, Novellen und Skizzen
- Hamburger Novellen. Otto Meißner, Hamburg 1886
- Die Last. In: Paul Heyse, Ludwig Laistner (Hrsg.): Neuer deutscher Novellenschatz, Bd. 22. Oldenbourg u. München 1887, S. 181–247. Erschienen in: Deutsche Rundschau, Juni 1887 (Digitalisat im Internet Archive)
- Bescheidene Liebesgeschichten. Hamburger Novellen. Otto Meißner, Hamburg 1888
- Zwischen Elbe und Alster. Hamburger Novellen. Gebrüder Paetel, Berlin 1890 (2. Aufl. 1894 Digitalisat im Internet Archive) (Neuauflage 2015, ISBN 978-3-8430-9526-6)
- Enge Welt. Novellen. Gebrüder Paetel, Berlin 1890 (Digitalisat)
- Bittersüß. Novellen. Gebrüder Paetel, Berlin 1891 (Digitalisat und Volltext im Deutschen Textarchiv)
- Gedichte. Gebrüder Paetel, Berlin 1891
  - daraus: 5 Gedichte in: Paul Remer (Hrsg.): Das Buch der Sehnsucht. Eine Sammlung deutscher Frauendichtung. Schuster & Loeffler, Berlin u. Leipzig 1900, S. 171–177 (Digitalisat im Internet Archive)
- Bekannte Gesichter. Novellen. Gebrüder Paetel, Berlin 1893 (Digitalisat im Book Viewer – Phaidra der Universität Wien)
- God’s will and other stories. Translated by Helen A. Macdonnell. Unwin, London 1893 (Digitalisat in der Open Library)
- Zu Wasser und zu Lande. Novellen. Gebrüder Paetel, Berlin 1894 (Digitalisat im Internet Archive)
- Flügel auf! Novellen. Gebrüder Paetel, Berlin 1895 (Digitalisat und Volltext im Deutschen Textarchiv)
- Querköpfe. Hamburger Novellen. Gebrüder Paetel, Berlin 1895
- Vom ewig Neuen. Novellen. Gebrüder Paetel, Berlin 1896
- Wegscheide. Erzählung. In: Deutsche Rundschau, Bd. 88 (Juli 1896), S. 321–345 (Digitalisat im Internet Archive)
- In der Stille. Novellen und Skizzen. Gebrüder Paetel, Berlin 1897
- Was der Alltag dichtet. Novellen. Gebrüder Paetel, Berlin 1899 (PDF im The Sophie Project der Brigham Young University)
- Wir Frauen haben kein Vaterland. Monologe einer Fledermaus. Friedrich Fontane & Co., Berlin 1899.[15] (Neuauflage 2015, ISBN 978-3-8430-9528-0)
- Hamburger Bilder für Hamburger Kinder. Otto Meißner, Hamburg 1899 (Digitalisat der 2. durchgesehenen Auflage 1905 bei ALEKI / Universität Köln)
- Wehrlose. Novellen. Gebrüder Paetel, Berlin 1900 (Digitalisat im Internet Archive)
- Schreie. Novellen und Skizzen. Gebrüder Paetel, Berlin 1901 (Digitalisat im Internet Archive)
- Altmodische Leute. Eine Erzählung. Verlag des Volksbildungsvereins, Wiesbaden 1902
- Wandlung. Fräulein Doktor. Erzählungen. Verlag der Frauen-Rundschau, Leipzig 1903
- Jugendzeit. Ausgewählte Erzählungen. Gebrüder Paetel, Berlin 1904
- Der Sitter. 2. Aufl. Deutsche Bücherei, Berlin 1905
- Auf der Sonnenseite. Erzählungen, Novellen und Skizzen. Gebrüder Paetel, Berlin 1906 (Digitalisat im The Sophie Project der Brigham Young University)
- Der Leuchtturm von Skudesnaes. Novelle. Deutsche Verlags Anstalt, Stuttgart 1907 (=Deutsche Roman-Bibliothek. 35. Jg. 1907. Band 1)
- Schönwettermärchen. Märchen, Erzählungen, Skizzen und Novellen. Gebrüder Paetel, Berlin 1908

### Romane
- Die Betrogenen. Roman. Gebrüder Paetel, Berlin 1898.
- Arbeit. Roman. Gebrüder Paetel, Berlin 1903. Digitalisat Internet Archive (Neuauflage 2015, ISBN 978-3-8430-9530-3)
- Erich Hetebrink. Hamburger Roman. Gebrüder Paetel, Berlin 1907.

### Dramen
- Phitje Ohrtens Glück. Eine deutsche Komödie in vier Akten. Gebrüder Paetel, Berlin 1902 (Uraufführung Ernst Drucker Theater 1902; Digitalisat im Internet Archive)
- Die Retter der Moral. Drama in drei Aufzügen und einem Vorspiel. Philipp Reclam, Leipzig 1905 (=Reclams Universal-Bibliothek, Band 4664) (Uraufführung Altonaer Stadttheater 1905)

### Essayistisches
- Vischer-Erinnerungen. Äußerungen und Worte. Ein Beitrag zur Biographie Fr. Th. Vischer’s. G. J. Göschensche Verlagsbuchhandlung, Stuttgart 1889 (Digitalisat in der Herzogin Anna Amalia Bibliothek; Digitalisat der 2. Auflage, Gebrüder Paetel, Berlin 1889 im Internet Archive)
- Ilse Frapan-Akunian: Pro domo [über ihren Roman Arbeit]. In: Die Zukunft, Bd. 44, 25. Juli 1903, S. 164–166 (Digitalisat im Internet Archive)
- Die armenische Frage und das europäische Gewissen. Oeffentlicher Vortrag veranstaltet zu Hamburg, den 22. Mai 1903 von der Union der armenischen Studenten in Europa. Genf 1903
- Armenier und Zarismus. Hrsg. von der Union der Armenischen Studenten in Europa, Genf 1906

### Übersetzungen
- Leo Tolstoi: Auferstehung. Roman. Erste vollständige im Auftrag des Verfassers hergestellte Uebersetzung von Wadim Tronin und Ilse Frapan. Friedrich Fontane & Co., Berlin 1900.
- Für Armenien und Macedonien. Eine Manifestation zu Paris, 15. Februar 1903. Redner: d'Estournelles de Constant, Denys Cochin, Francis de Pressensé, Jean Jaurès, Paul Lerolle, Anatole Leroy-Beaulieu. Uebersetzt und mit einem Vorwort für deutsche Leser versehen von Ilse Frapan. Hrsg. von der Union des Étudiants Arméniens de l’Europe. Union des étudiants arméniens de l’Europe, Genève 1903.
- Maxim Gorki: Barbaren. Drama in vier Aufzügen. J. Ladyschnikow, Berlin 1906.